# Më e fortë
Më e fortë (sv. starkare; ursprungligen Do vij, sv. jag kommer) är en låt framförd av den albanska sångerskan Soni Malaj. Med låten deltar Malaj i Festivali i Këngës 57 i december 2018. Låtens text är skriven av den kosovoalbanska sångaren Gerald Xhari och Petro Xhori. Musiken har komponerats av den albanske sångaren Irkenc Hyka. Låten släpptes på RTSH:s officiella Youtubekanal 10 december 2018. Bidraget blir Malajs tredje bidrag i Festivali i Këngës. Hon deltog senast 2008 med "Zona Zero" och slutade på 16:e plats.
Enligt Malaj är låten självbiografisk och handlar om en kvinnas styrka att lyckas hantera utmaningarna i livet. Bidraget har av media utsetts till en av favoriterna till seger i tävlingen och bland andra sångerskan Aurela Gaçe har uttryckt sitt stöd till bidraget.